# Biblioteca nazionale parlamentare dell'Ucraina
La Biblioteca nazionale parlamentare dell'Ucraina (in ucraino Національна парламентська бібліотека України?, Nacional'na parlaments'ka biblioteka Ukraïny), ufficialmente Biblioteca nazionale dell'Ucraina Jaroslav Mudryj  (in ucraino Національна бібліотека України імені Ярослава Мудрого?, Nacional'na biblioteka Ukraïny imeni Jaroslava Mudroho) è una delle biblioteche nazionali dell'Ucraina, nonché una delle più grandi biblioteche del Paese. Ha sede a Kiev, vicino al parco Chreščatyk, e aprì i battenti nel 1866 come biblioteca pubblica cittadina. È intitolata a Jaroslav I di Kiev, detto il Saggio (in ucraino Мудрий?, Mudryj).

## Storia
L'edificio della biblioteca fu eretto nel 1911 su progetto degli architetti Zbihnev Klave e Oleksandr Kryvošejev. L'istituzione fu creata il 3 marzo 1866 e la sua prima sede fu nei locali dell'Assemblea nobile di Kiev. Durante i suoi oltre 150 anni di attività ha raccolto più di 4 milioni di documenti nella sua collezione, che fu costituita partendo dalla collezione privata dello scrittore Vasyl' Habrylovyč Barščevs'kyj. Conserva anche una vasta collezione di prime edizioni e libri rari di grande valore.
Durante la seconda guerra mondiale fu gravemente danneggiata e oltre 50 000 furono sottratti dai suoi depositi. L'edificio fu dato alle fiamme dalle truppe naziste in ritirata nel novembre del 1943 e, durante una sola notte d'incendio, andarono persi più di 300 000 volumi, tra cui 7 000 manoscritti, libri rari e periodici prerivoluzionari. e collezioni della biblioteca furono ricostituite nel 1944.